# LBC

емблема

LBC (колись відома як англ. London Broadcasting Company або Лондонська радіомовна компанія) — британська радіостанція з новинами та їх обговореннями, також за участю аудіторії, що дозвонилася по телефону. Радіостанція належить компанії Global Media & Entertainment зі штаб-квартирою в Лондоні. Це була перша ліцензована комерційна радіостанція у Великій Британії, яка почала мовлення 8 жовтня 1973 року, на тиждень раніше за Capital Radio.
LBC також надавала послугу незалежних новин місцевим радіостанціям по всій Великій Британії.
До 2006 року LBC вела мовлення лише на Лондон. З 2014 року радіостанція також існує як цифрове радіо в форматі DAB+ і через мережу інтернет, а її літери тепер розшифровуються як Leading Britain's Conversation («Провідна розмова Британії»). LBC має сестринську радіостанцію LBC News, яка присвячена новинам, подорожам і погоді.
Радіостанція оцінюється як правоцентрісько-орієнтована.